# 꿈벗도서관
꿈벗도서관은 인천광역시 중구 소재의 구립 도서관이다.

## 역사
꿈벗도서관은 2012년 8월 8일에 개관하였다.

## 시설현황
- 1층: 북카페, 어린이열람실
- 2층: 일반자료실
- 3층: 종합자료실, 다목적실

## 자료현황
꿈벗도서관은 2018년말 현재 도서 34,902권, 비도서 1,284점을 보유하고 있다

## 갤러리

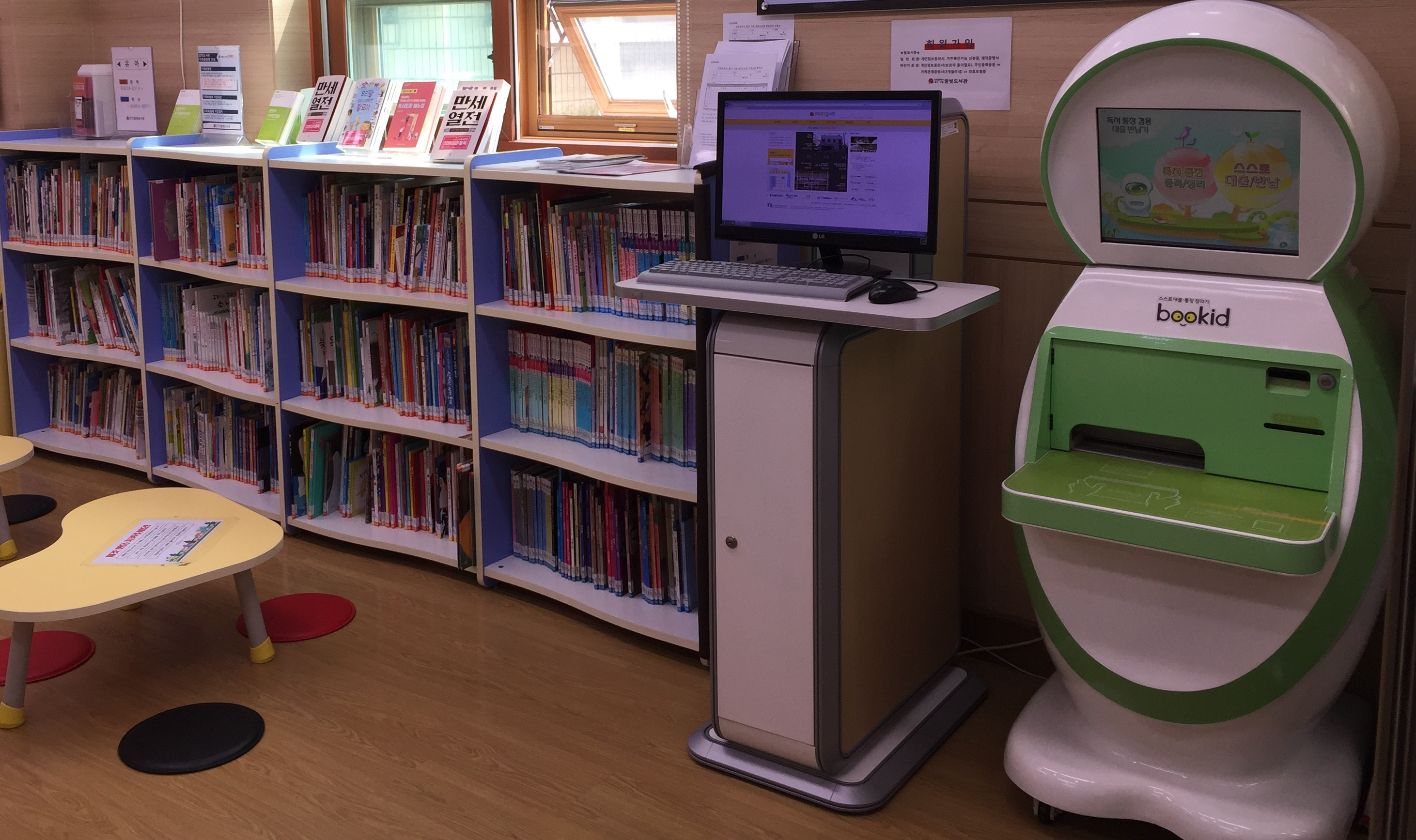
꿈벗1층 어린이자료실
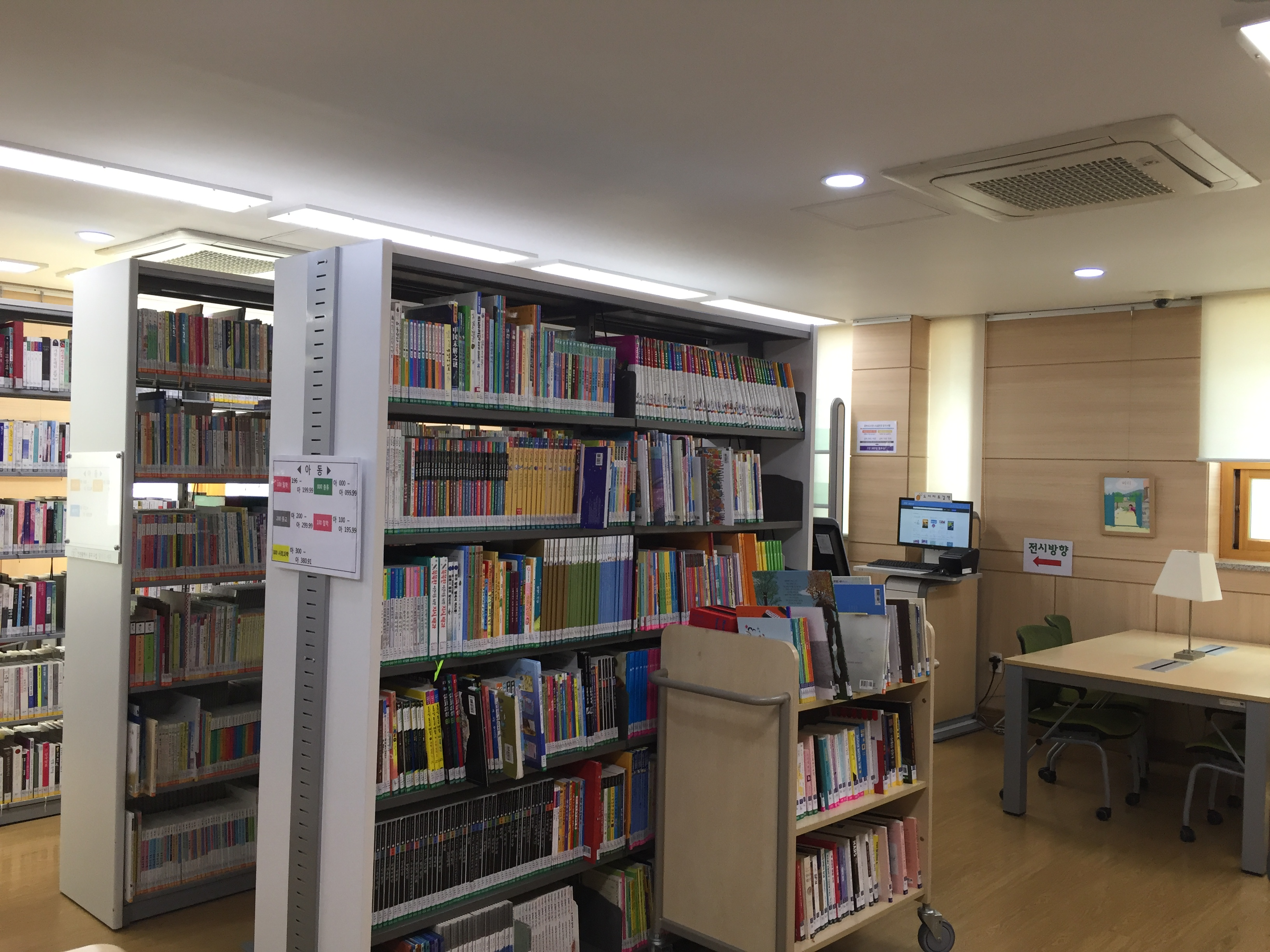
꿈벗2층 일반자료실1
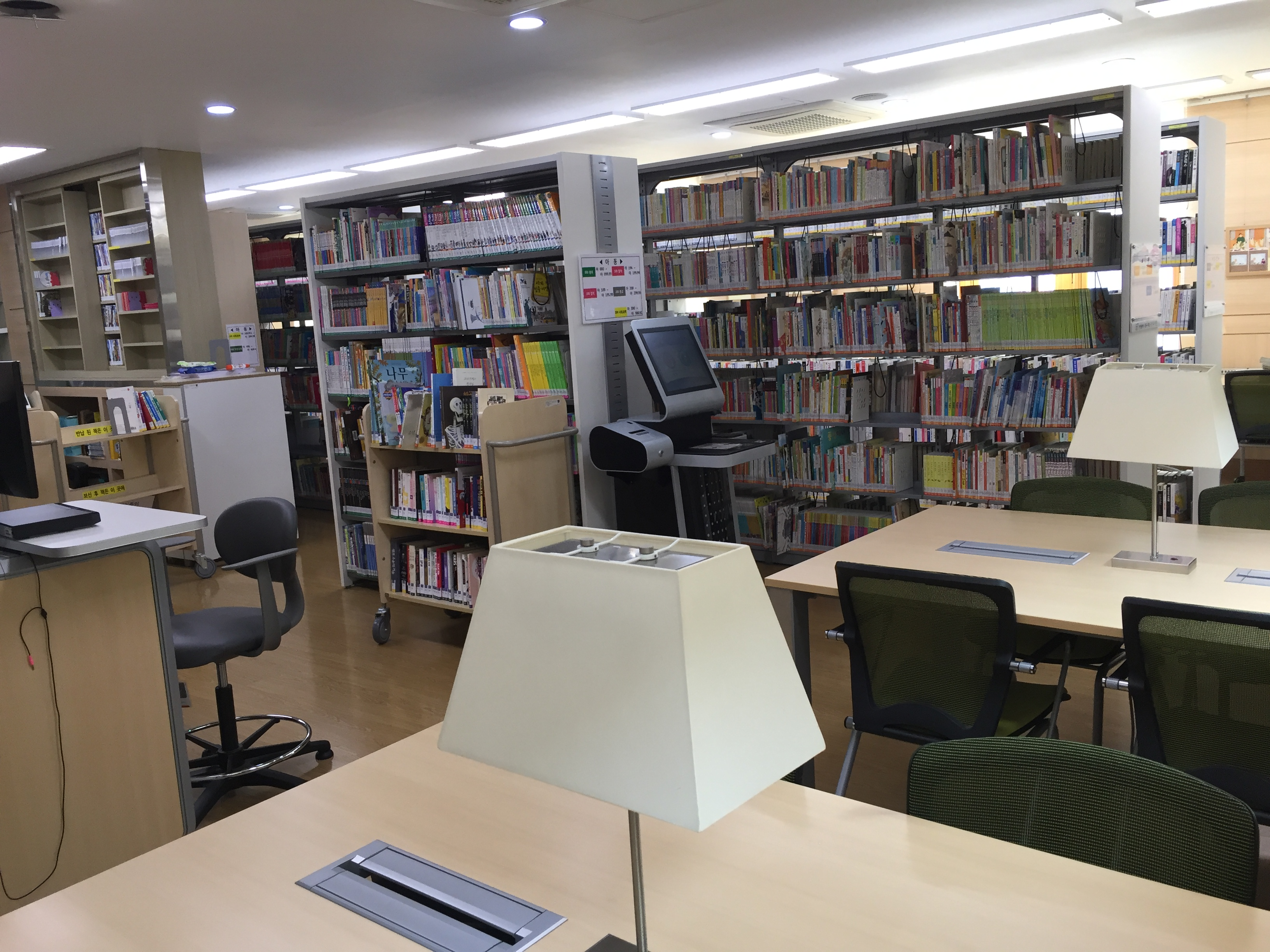
꿈벗2층 일반자료실2
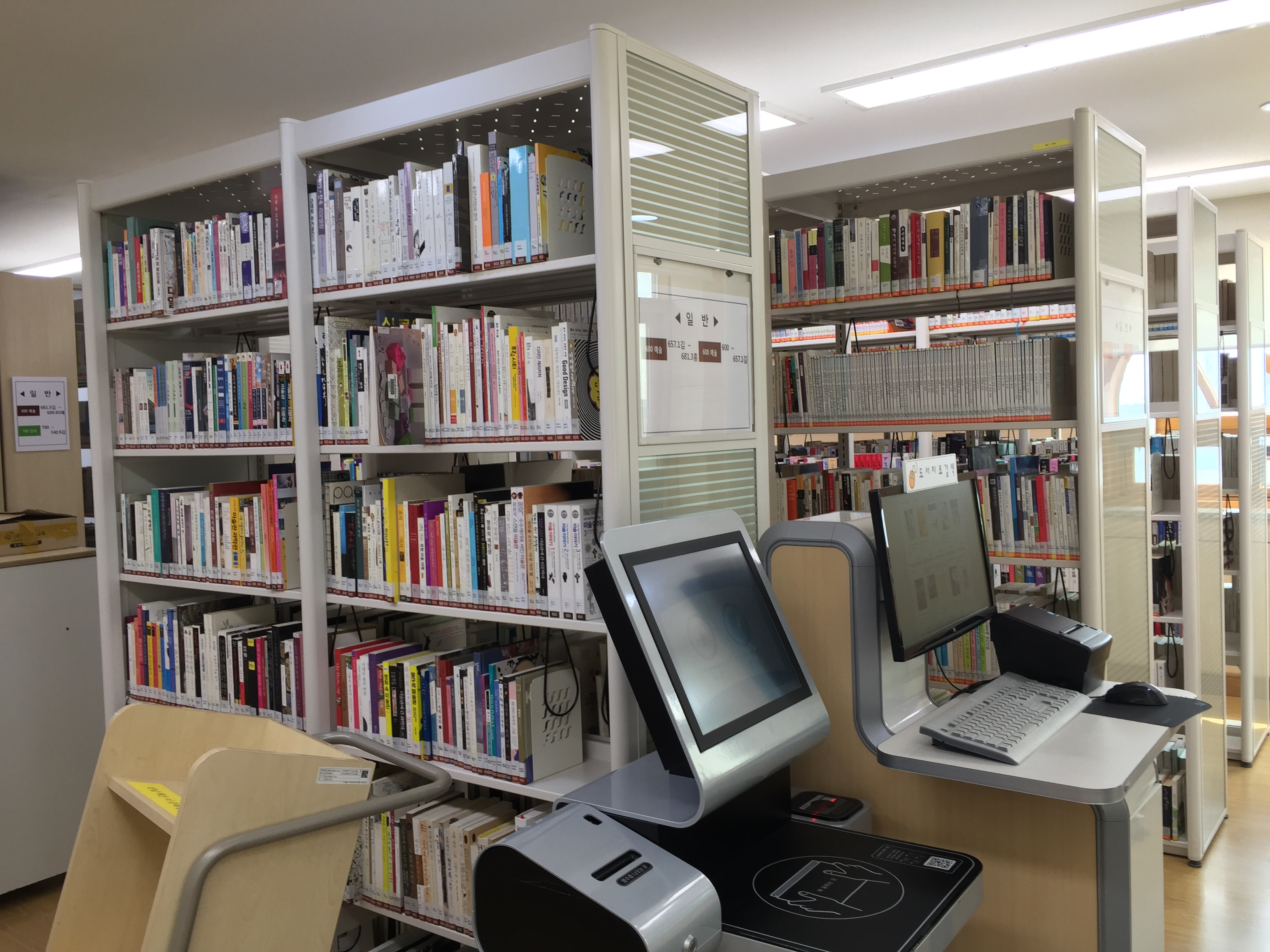
꿈벗3층 종합자료실1
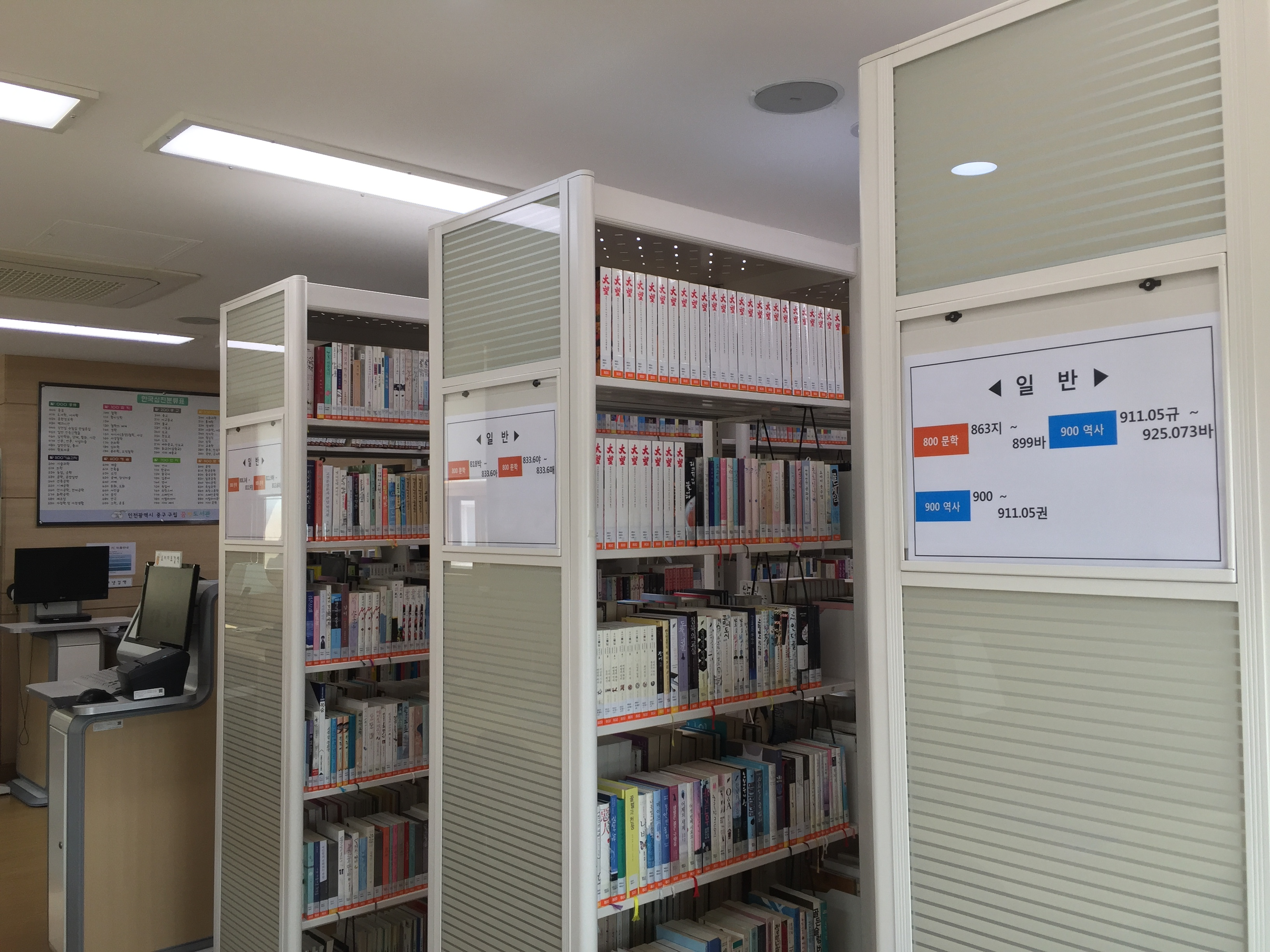
꿈벗3층 종합자료실2

## 같이 보기
- 수봉도서관
- 영종도서관
- 율목도서관